# Uno Henning
Knut Uno Henning, född den 11 september 1895 i Katarina församling, Stockholm, död den 16 maj 1970 i Oscars församling, Stockholm, var en svensk skådespelare. 

## Biografi
Efter att ha genomgått Frans Schartaus Handelsinstitut 1910–1913 blev han antagen till Dramatens elevskola där han studerade 1915–1917. Henning engagerades efter studierna vid Dramaten 1918–1925. En kortare tid var han anställd vid Vasateatern under Albert Ranfts ledning och vid Oscarsteatern 1926–1927, Dramaten 1927–1929, Blancheteatern 1930–1931, Oscarsteatern 1930–1931, Gösta Ekmans teatrar 1931–1935 och åter vid Dramaten  1935–1965.
Han filmdebuterade 1919 i Rune Carlstens Ett farligt frieri och kom att medverka i 40-tal filmer och TV-produktioner. En minnesvärd roll gör han som kall och manipulativ läkare i Hasse Ekman-filmen Var sin väg (1948). År 1925 fick han förtroendet att recitera Nyårsklockan vid tolvslaget på Skansen. 
Han var son till bagerifabrikören Karl Bernard Henning och Eleonora Henning, född Martin. Gift 1926 med Ragni Wærn-Frisell (1896–1984). Uno Henning var styvfar till skådespelaren Eva Henning, bror till simmaren Thor Henning, samt svärfar till företagsledaren och politikern Gunnar Ericsson.
Uno Henning är begravd på Norra begravningsplatsen utanför Stockholm.

## Filmografi i urval
- 1919 – Ett farligt frieri
- 1920 – Bomben
- 1920 – Bodakungen
- 1922 – Det omringade huset
- 1924 – Flickan från Paradiset
- 1924 – Ödets man
- 1925 – Damen med kameliorna
- 1926 – Giftas
- 1927 – Bara en danserska
- 1927 – Die Liebe der Jeanne Ney
- 1929 – Fången 53
- 1929 – Die Frau, nach der man sich sehnt
- 1930 – När rosorna slå ut
- 1931 – Lika inför lagen
- 1931 – En natt
- 1933 – Farmors revolution
- 1936 – Janssons frestelse
- 1942 – General von Döbeln
- 1948 – Var sin väg
- 1954 – Foreign Intrigue (TV-serie)
- 1960 – Oväder
- 1963 – Ett drömspel
- 1963 – Gertrud

## Teater

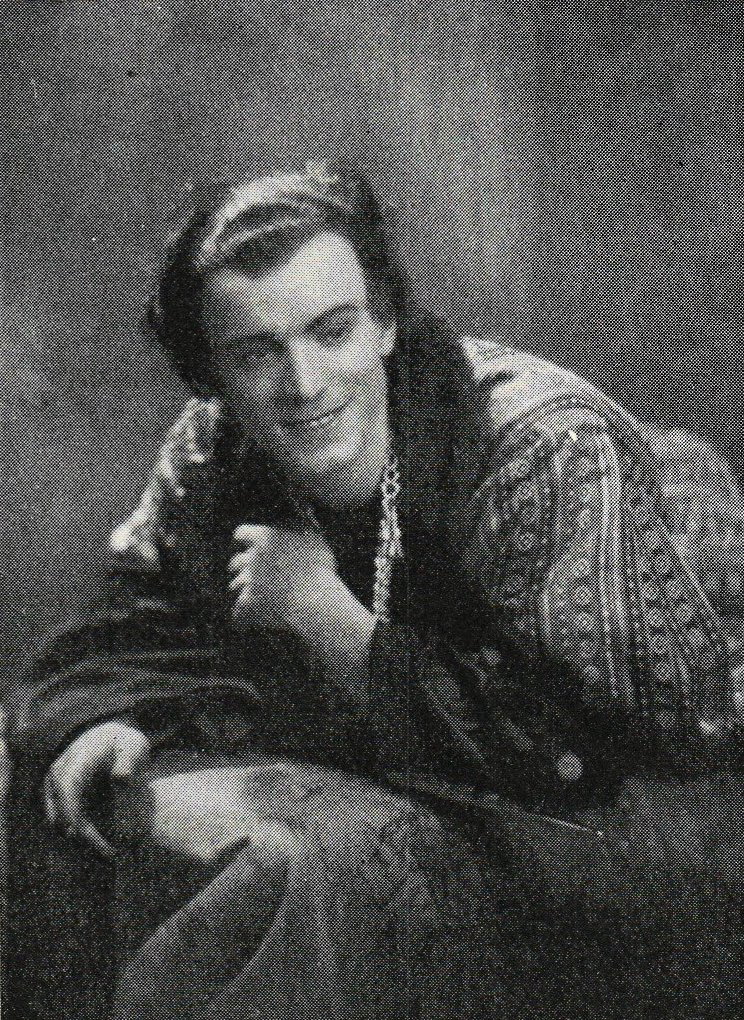
Uno Henning som Kalaf i Turandot på Dramaten, 1921.

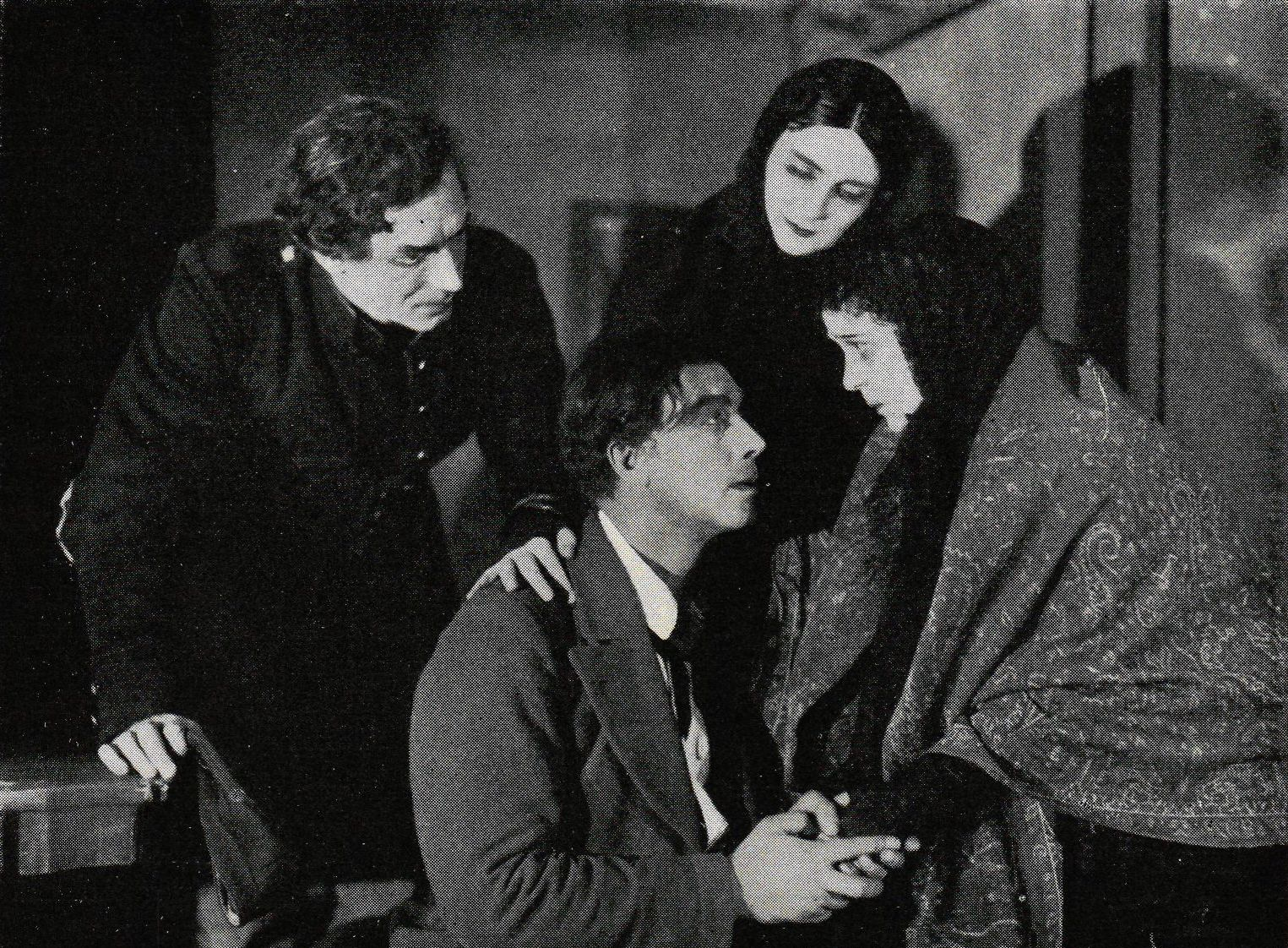
Uno Henning som Razumichin, Lars Hanson som Raskolnikov, Signe Enwall som Dunja och Hilda Borgström som modern i Dostojevskijs Brott och straff på Dramaten, 1937.

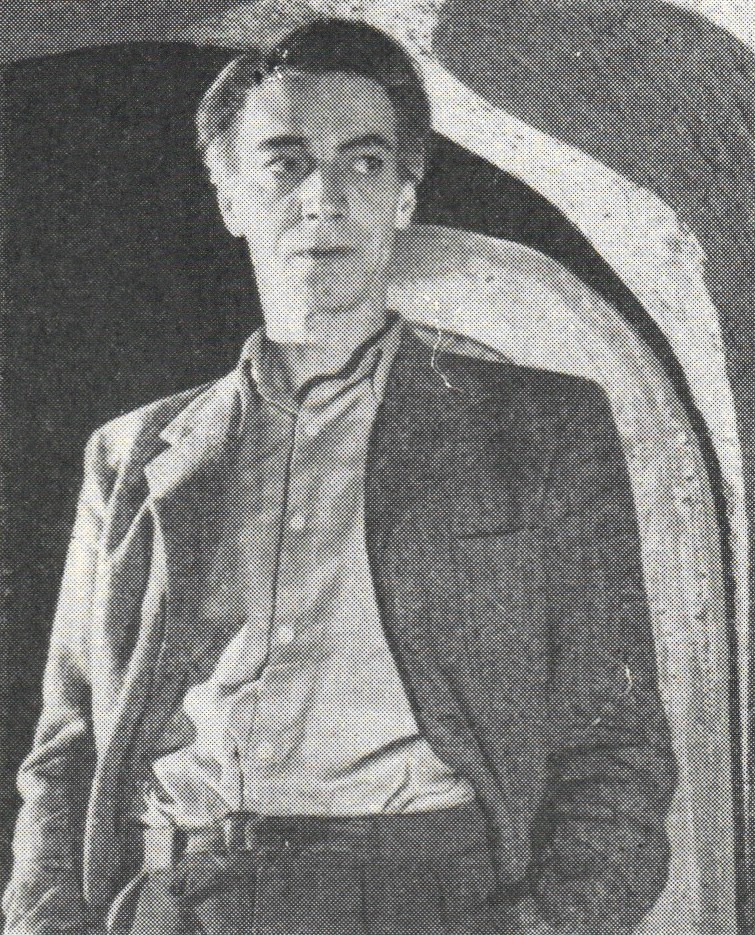
Uno Henning som Hoederer i Jean-Paul Sartres Smutsiga händer på Dramatens lilla scen, 1949.

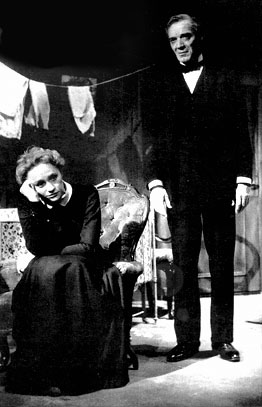
Gunn Wållgren och Uno Henning i Strindbergs Ett drömspel, 1955.

### Roller (ej komplett)
| År   | Roll                         | Produktion                                                             | Regi                    | Teater                   |
| ---- | ---------------------------- | ---------------------------------------------------------------------- | ----------------------- | ------------------------ |
| 1919 | Markis de Langlier           | Äventyret Gaston Arman de Caillavet och Robert de Flers                | Karl Hedberg            | Dramaten                 |
| 1919 | Mervin                       | Fanvakt Otto Rung                                                      | Tor Hedberg             | Dramaten                 |
| 1920 | Ulstrup                      | Paradsängen Gunnar Heiberg                                             | Karl Hedberg            | Dramaten                 |
| 1920 | Jamaret                      | Låt oss skiljas Victorien Sardou och Émile de Najac                    | Karl Hedberg            | Dramaten                 |
| 1921 | Orestes                      | Elektra Hugo von Hofmannsthal                                          | Tor Hedberg             | Dramaten                 |
| 1921 | Diktaren                     | Ett drömspel August Strindberg                                         | Max Reinhardt           | Dramaten                 |
| 1921 | Mäster Olof                  | Mäster Olof August Strindberg                                          |                         | Dramaten                 |
| 1921 | Paul Almkvist                | Svenskt folk Ivar Thor-Thunberg                                        | Gustaf Linden           | Dramaten                 |
| 1921 | Kalaf                        | Turandot Carlo Gozzi                                                   | Olof Molander           | Dramaten                 |
| 1922 | Fabrizio Arcieri             | Stulen lycka Giuseppe Giacosa                                          | Tore Svennberg          | Dramaten                 |
| 1922 | Edward Luton                 | Cirkeln W. Somerset Maugham                                            | Gustaf Linden           | Dramaten                 |
| 1922 | Walter, jägarn               | Herr Sleeman kommer Hjalmar Bergman                                    | Olof Molander           | Dramaten                 |
| 1922 | Axell                        | Gurli Henrik Christiernsson                                            | Ragnar Hyltén-Cavallius | Helsingborgs stadsteater |
| 1923 | Mat Burke                    | Anna Christie Eugene O'Neill                                           | Karl Hedberg            | Dramaten                 |
| 1923 | Sonen                        | Föräldrar Otto Benzon                                                  | Olof Molander           | Dramaten                 |
| 1925 |                              | Brutna vingar Pierre Wolff                                             | Gunnar Klintberg        | Vasateatern              |
| 1925 | Paul Francis                 | Brinnande jord François de Curel                                       | Gunnar Klintberg        | Vasateatern              |
| 1925 | Hans                         | Det stora barndopet Oskar Braaten                                      | Pauline Brunius         | Vasateatern              |
| 1926 | Jacques Gaillac              | De nya herrarna Robert de Flers och Francis de Croisset                | Gunnar Klintberg        | Vasateatern              |
| 1926 | Prinsen                      | Svanevit August Strindberg                                             | Gunnar Klintberg        | Vasateatern              |
| 1926 | Doktor Johnsson              | Dollar Hjalmar Bergman                                                 | John W. Brunius         | Oscarsteatern            |
| 1926 | John Shand                   | Vad varje kvinna vet J.M. Barrie                                       | Pauline Brunius         | Oscarsteatern            |
| 1926 | Besano                       | Han som får örfilarna Leonid Andrejev                                  | Gösta Ekman             | Oscarsteatern            |
| 1926 | Harry (Jonas) Uppman         | Moloch Erik Lindorm                                                    | John W. Brunius         | Oscarsteatern            |
| 1926 | Per                          | Lycko-Pers resa August Strindberg                                      | Rune Carlsten           | Oscarsteatern            |
| 1927 | Astolf                       | Livet en dröm Pedro Calderón de la Barca                               | Per Lindberg            | Dramaten                 |
| 1928 | Féréol                       | Diktatorn Jules Romains                                                | Per Lindberg            | Dramaten                 |
| 1928 | Peter Horning                | Ryktbarhet Arnold Bennett                                              | Gustaf Linden           | Dramaten                 |
| 1929 | Hilary Fairfield             | Skiljas Clemence Dane                                                  | Harry Roeck-Hansen      | Blancheteatern           |
| 1930 | Michel Sarterre              | Ett dubbelliv Henri-René Lenormand                                     | Harry Roeck-Hansen      | Blancheteatern           |
| 1930 | Doktor Ove Bang              | Farmors revolution Jens Locher                                         | Pauline Brunius         | Oscarsteatern            |
| 1930 | Olaus Petri                  | Gustaf Vasa August Strindberg                                          | Gunnar Klintberg        | Oscarsteatern            |
| 1930 |                              | En tjuvkomedi Berndt Carlberg                                          | Gösta Ekman             | Oscarsteatern            |
| 1930 | Hugh Bromilow, författare    | Mordet i andra våningen Frank Vosper                                   | John W. Brunius         | Oscarsteatern            |
| 1931 | Philippe                     | Det svaga könet Édouard Bourdet                                        | Max Reinhardt           | Oscarsteatern            |
| 1931 | Asano                        | En japansk tragedi John Masefield                                      | Per Lindberg            | Konserthusteatern        |
| 1932 | Jean Musse                   | Frihetsligan (Musse ou l’école de l’hypocrisie) Jules Romains          | Per Lindberg            | Vasateatern              |
| 1932 | Dr. Otto Siedler             | Värdshuset Vita hästen (Im weißen Rößl) Hans Müller och Ralph Benatzky | A.W. Sandberg           | Vasateatern              |
| 1932 | Kurtz                        | Kanske en diktare Ragnar Josephson                                     | Gösta Ekman             | Vasateatern              |
| 1932 | Steve Crandall               | Broadway Philip Dunning och George Abbott                              | Mauritz Stiller         | Vasateatern              |
| 1932 | Plom                         | "Patrasket" Hjalmar Bergman                                            | Gösta Ekman             | Vasateatern              |
| 1933 | Baron Felix von Geigern      | Grand Hotel (Menschen im Hotel) Vicki Baum                             | Gösta Ekman             | Vasateatern              |
| 1933 | Larry Renault                | Middag kl. 8 (Dinner at Eight) George S. Kaufman och Edna Ferber       | Gösta Ekman             | Vasateatern              |
| 1933 | Emile Larnois                | Banken (La Banque Nemo) Louis Verneuil                                 | Hjalmar Peters          | Vasateatern              |
| 1934 | Pontius Pilatus              | Långfredag (Good Friday) John Masefield                                | Per Lindberg            | Vasateatern              |
| 1934 | Mr. Brewer                   | London City John van Druten                                            | Gunnar Olsson           | Vasateatern              |
| 1934 | George Ferguson              | Män i vitt (Men In White) Sidney Kingsley                              | Per Lindberg            | Vasateatern              |
| 1935 | Cello                        | Kvartetten som sprängdes Birger Sjöberg                                | Rune Carlsten           | Dramaten                 |
| 1935 | Mortimer                     | Maria Stuart Friedrich Schiller                                        | Olof Molander           | Dramaten                 |
| 1936 | Gösta Berling                | Gösta Berlings saga Selma Lagerlöf                                     | Rune Carlsten           | Dramaten                 |
| 1937 | Valdemar Tornblad            | Skönhet Sigfrid Siwertz                                                | Alf Sjöberg             | Dramaten                 |
| 1937 | U-båtschefen                 | Vår ära och vår makt Nordahl Grieg                                     | Alf Sjöberg             | Dramaten                 |
| 1937 | Paul Francis                 | En sån dag! Dodie Smith                                                | Rune Carlsten           | Dramaten                 |
| 1937 | Léotran                      | Khaki Paul Raynal                                                      | Alf Sjöberg             | Dramaten                 |
| 1938 | Direktör Yorrick             | Spel på havet Sigfrid Siwertz                                          | Alf Sjöberg             | Dramaten                 |
| 1939 | Quillery                     | Mitt i Europa Robert E. Sherwood                                       | Rune Carlsten           | Dramaten                 |
| 1939 | Rigault                      | Nederlaget Nordahl Grieg                                               | Svend Gade              | Dramaten                 |
| 1940 | Slim                         | Möss och människor John Steinbeck                                      | Alf Sjöberg             | Dramaten                 |
| 1940 | Löjtnant Walter von Arnegg   | Den lilla hovkonserten Toni Impekoven och Paul Verhoeven               | Rune Carlsten           | Dramaten                 |
| 1941 | Ejlert                       | Hedda Gabler Henrik Ibsen                                              | Rune Carlsten           | Dramaten                 |
| 1941 | Karl Johan                   | Döbeln Sven Stolpe                                                     | Alf Sjöberg             | Dramaten                 |
| 1942 | Svedjebonden                 | Rid i natt! Vilhelm Moberg                                             | Rune Carlsten           | Dramaten                 |
| 1943 | Caesar                       | Brutus Sigfrid Siwertz                                                 | Alf Sjöberg             | Dramaten                 |
| 1943 | Håkon                        | Helgonsaga Karl Ragnar Gierow                                          | Alf Sjöberg             | Dramaten                 |
| 1943 | Greve Raoul de Vriaac        | Markisinnan Noël Coward                                                | Carlo Keil-Möller       | Dramaten                 |
| 1944 | Antonio                      | Köpmannen i Venedig William Shakespeare                                | Alf Sjöberg             | Dramaten                 |
| 1944 | Frestaren                    | Till Damaskus, del II August Strindberg                                | Olof Molander           | Dramaten                 |
| 1944 | Löjtnant Jodl                | Attentatet Marika Stiernstedt                                          | Alf Sjöberg             | Dramaten                 |
| 1944 | Hugo                         | Innanför murarna Henri Nathansen                                       | Carlo Keil-Möller       | Dramaten                 |
| 1944 | Leonardo                     | Blodsbröllop Federico García Lorca                                     | Alf Sjöberg             | Dramaten                 |
| 1945 | Felix III                    | Ödestimmen Hjalmar Söderberg                                           | Rune Carlsten           | Dramaten                 |
| 1945 | Cæsar Anthonius              | En idealist Kaj Munk                                                   | Olof Molander           | Dramaten                 |
| 1945 | Zeus                         | Flugorna Jean-Paul Sartre                                              | Alf Sjöberg             | Dramaten                 |
| 1945 | Florent                      | Idolerna Jean Cocteau                                                  | Rune Carlsten           | Dramaten                 |
| 1946 | Carl Otto                    | Silkeborg Kjeld Abell                                                  | Rune Carlsten           | Dramaten                 |
| 1946 | Garcin                       | Stängda dörrar Jean-Paul Sartre                                        | Alf Sjöberg             | Dramaten                 |
| 1947 | Kubben                       | Kranes konditori Helge Krog                                            | Rune Carlsten           | Dramaten                 |
| 1947 | Theodore Hickman             | Si, iskarlen kommer Eugene O'Neill                                     | Olof Molander           | Dramaten                 |
| 1948 | Simonides, rabbin            | De vises sten Pär Lagerkvist                                           | Alf Sjöberg             | Dramaten                 |
| 1948 | Masters                      | Johanna från Lothringen Maxwell Anderson                               | Olof Molander           | Dramaten                 |
| 1949 | Greve Egmont                 | Egmont Johann Wolfgang von Goethe                                      | Göran Gentele           | Dramaten                 |
| 1949 | Thomas Cromwell              | En dag av tusen Maxwell Anderson                                       | Olof Molander           | Dramaten                 |
| 1949 | Hoederer                     | Smutsiga händer Jean-Paul Sartre                                       | Rune Carlsten           | Dramaten                 |
| 1951 | Sune Stark                   | Det lyser i kåken Björn-Erik Höijer                                    | Ingmar Bergman          | Dramaten                 |
| 1952 | Simonides, rabbin            | De vises sten Pär Lagerkvist                                           | Alf Sjöberg             | Dramaten                 |
| 1955 | Advokaten                    | Ett drömspel August Strindberg                                         | Olof Molander           | Dramaten                 |
| 1960 | Tiggaren                     | Till Damaskus, del I August Strindberg                                 | Olof Molander           | Dramaten                 |
| 1961 | Dorn                         | Måsen Anton Tjechov                                                    | Ingmar Bergman          | Dramaten                 |
| 1963 | Greve Fontana, Riccardos far | Ställföreträdaren Rolf Hochhuth                                        | Stig Torsslow           | Dramaten                 |
| 1963 | Kommerserådet                | Sagan Hjalmar Bergman                                                  | Ingmar Bergman          | Dramaten                 |